# خادم‌آباد
خادم‌آباد روستایی در دهستان میامی بخش رضویه شهرستان مشهد استان خراسان رضوی ایران است.

## جمعیت
بر پایه سرشماری عمومی نفوس و مسکن در سال ۱۳۹۵ جمعیت این روستا ۹۹۳ نفر (۲۲۲خانوار) بوده‌است.